# Zwischen den Zeiten (Roman)
Zwischen den Zeiten (englischer Originaltitel: The New Policeman, „Der neue Polizist“) ist ein Jugendroman der britischen Autorin Kate Thompson aus dem Jahr 2005. Die deutsche Ausgabe wurde von Kattrin Stier übersetzt und ist 2006 im cbj-Verlag erschienen. Die Autorin verarbeitet im Buch irische Volksmusik und keltische Mythologie.
Dem Buch folgten zwei Fortsetzungen, The Last of the High Kings (2007; „Der letzte der Hochkönige“) und The White Horse Trick (2010; „Der Trick mit dem weißen Pferd“), die aber beide nicht auf Deutsch erschienen sind.

## Aufbau
Das Buch umfasst 320 Seiten. Es besteht aus sechs Teilen, die in insgesamt 54 Kapitel unterteilt sind. Am Ende jedes Kapitels stehen die Noten für ein traditionelles irisches Musikstück, dessen Titel sich auf den Inhalt des jeweiligen Kapitels bezieht.
Das Buch beginnt mit einem Vorwort der Autorin, in dem sie über die Entstehung des Buches und über die darin enthaltenen Musikstücke erzählt. Am Ende finden sich ferner ein Glossar mit Worterklärungen zu einigen Begriffen aus der irischen Volksmusik und der keltischen Mythologie, eine Auflistung aller enthaltenen und erwähnten Musikstücke (mit Übersetzung des Titels) und eine Bibliographie, worin weiterführende Literatur zur keltischen Mythologie aufgelistet ist.

## Inhalt

### Vorgeschichte
Einst konnten sich die Menschen frei zwischen der gewöhnlichen Welt und dem Tír na nÓg, wo es keine Zeit gibt, bewegen. Dann kam es zu einer Schlacht zwischen den Tuatha de Danaan (später als Feen bezeichnet) und den Menschen. Das Heer der Tuatha wurde von Dagda angeführt, erlitt aber schwere Verluste. Es kam zu einer Vereinbarung, in der festgelegt wurde, dass die Tuatha nie wieder in die Welt der Menschen zurückkehren sollten.
1935 wurde in Irland der „Public Dance Hall Act“ erlassen, wodurch die katholische Kirche hart gegen die irische Tanzmusik vorgehen konnte, die sie als Überbleibsel des heidnischen Feenglaubens betrachtete. Die Liddys aus Kinvara waren aber stets eine musikalische Familie gewesen. Daher standen sich der Pfarrer Father Doherty und John Joseph Liddy feindselig gegenüber. Als der Pfarrer nach einer Auseinandersetzung mit Liddy dessen Flöte mitnahm und spurlos verschwand, kam das Gerücht auf, Liddy habe Father Doherty ermordet.

### Handlung
Ein neuer Polizist, Larry O’Dwyer, stößt zur Garda von Kinvara. Bei der Durchführung der Sperrstunden in den Lokalen der Stadt kommt er in Berührung mit den Musikern. Er ist auf der Suche nach etwas, ist sich aber selbst nicht sicher, wonach. Der fünfzehnjährige JJ Liddy (der Urenkel von John Joseph) muss feststellen, dass die Zeit immer schneller verrinnt. Scherzhaft wünscht sich seine Mutter Helen mehr Zeit zum Geburtstag.
Die Verlegerin Anne Korff entdeckte durch Zufall in einer Erdkammer den Eingang ins Tír na nÓg, in dem die Tuatha de Danaan leben. Dort gibt es keine Zeit, doch aus unbekannter Ursache entstand ein Leck in der Zeithülle, wodurch nun beständig Zeit aus der Menschenwelt ins Tír na nÓg fließt. Anne Korff versucht auf ihrer Seite, das Leck zu finden, während Aengus Óg seine Seite untersucht. Überdies sind die Tuatha de Danaan auf der Suche nach dem Musikstück „Dowd’s Number Nine“, das sie vor langer Zeit vergessen haben.
JJ erwähnt Anne Korff gegenüber, dass er seiner Mutter Zeit schenken möchte, woraufhin sie ihn ins Tír na nÓg bringt. Dort begibt er sich zusammen mit Aengus Óg auf die Suche nach dem Zeitleck. Er ist aber nicht in der Lage, den Tuatha „Dowd’s Number Nine“ vorzuspielen, da er es selbst vergessen hat. In der Zwischenzeit sucht die Polizei von Kinvara nach dem vermissten Jugendlichen. Auch Anne Korff verschwindet, da sie sich nicht mehr vom Zauber des Tír na nÓg losreißen kann.
JJ macht Bekanntschaft mit Aengus’ Vater Dagda. Dieser macht sich seit der verlorenen Schlacht Vorwürfe und möchte nicht nach dem Leck suchen. Er gibt JJ und Aengus aber einen Hinweis, wo sie suchen sollen. JJ begegnet daraufhin in einer Erdkammer Father Doherty, der nach dem Streit mit John Joseph Liddy ins Tír na nÓg gelangt war.
Der Pfarrer will das „Feenreich“ vernichten, indem er mit Liddys Flöte das Zeitleck herbeiführt. JJ macht ihm vor, er habe sein Ziel bereits erreicht, woraufhin Father Doherty ins Menschenreich zurückkehrt, wo er aufgrund der vergangenen Zeit zu Staub zerfällt. JJ kehrt mit der Flöte seines Urgroßvaters nach Hause zurück, wo die Zeit wieder im normalen Tempo verläuft. Er findet heraus, dass der neue Polizist Larry O’Dwyer in Wahrheit Aengus Óg ist. Zudem war Aengus bereits früher in Kinvara, wo er Vater von JJs Mutter Helen wurde.
Bei einem Céilí kann JJ mit einer neuen Spieltechnik und neuen Stücken aus dem Tír na nÓg aufwarten. Mit der Hilfe seiner Mutter spielt er schließlich auch „Dowd’s Number Nine“, womit er den Tuatha de Danaan die neugewonnene Zeit „bezahlt“.

## Entstehungsgeschichte
In Kinvara, wo Kate Thompson zu jener Zeit lebte, fand eine Auktion statt, bei der Versprechen versteigert wurden. Die Autorin versprach, den Namen des Bieters/der Bieterin in ihr nächstes Buch einfließen zu lassen. Die ortsansässige Verlegerin Anne Korff war die Höchstbieterin. Allerdings herrschte Uneinigkeit darüber, ob lediglich der Name oder die ganze Person im Buch vorkommen sollte. Schließlich kam Kate Thompson die Idee zu Zwischen den Zeiten und sie arbeitete neben Anne Korff auch den Fiddle spielenden Apotheker Séadna Tobín und die Wirtin Mary Green in das Buch ein.

## Rezeption
Nicholas Tucker schreibt in seiner Rezension: „Keine Inhaltsangabe kann dem Zauber dieser wunderbaren, unglaublich originellen Geschichte gerecht werden. Der Autorin gelingt die Verknüpfung des modernen Alltags in Irland mit einer Reise in eine Phantasiewelt, die keinen Leser unberührt lässt.“ Eoin Colfer befindet: „Zauberhaft, unwiderstehlich und absolut fesselnd.“

## Referenzen
Zwischen den Zeiten ist in dem literarischen Nachschlagewerk 1001 Kinder- und Jugendbücher – Lies uns, bevor Du erwachsen bist! für die Altersstufe 12+ Jahre enthalten.

## Musikstücke
Hier sind die Titel der Musikstücke in der Reihenfolge ihres Auftretens im Buch aufgelistet. Die meisten stehen am Ende eines Kapitels mit den Noten (die Nummer bezieht sich auf die Kapitelnummer), einige wenige werden lediglich im Kapitel erwähnt. Es handelt sich zum Großteil um traditionelle, nicht dem Copyright unterliegende Stücke. Ausnahmen bilden drei von Kate Thompson selbst komponierte Stücke und The One That Was Lost (Kapitel 1, Teil 3), das von Paddy O’Brien stammt.

### Aus Teil 1
1. The Legacy – Das Vermächtnis (ferner wird erwähnt: The Irish Washerwoman – Die irische Waschfrau)
2. The New Policeman – Der neue Polizist
3. The New-Mown Meadow – Die frisch gemähte Wiese
4. Lucy Campbell
5. The Cup of Tea – Die Tasse Tee
6. The Reconciliation Reel – Der Versöhnungstanz
7. The Drunken Landlady – Die betrunkene Vermieterin
8. Rolling in the Barrel – Rollen im Fass (oder: Schleudern in der Trommel)
9. The Concertina Reel – Der Concertina-Tanz
10. The Wise Maid – Die kluge Magd
11. The Stony Steps – Die Steinstufen
12. Garrett Barry’s Jig – Garrett Barrys Tanz
13. The Teetotaller – Der Abstinenzler
14. The Priest and His Boots – Der Priester und seine Stiefel
15. The Fair-Haired Boy – Der blonde Junge
16. Tomorrow Morning – Morgen früh
17. Last Night’s Fun – Der Spaß von gestern Abend

### Aus Teil 2
1. The Lad That Can Do It – Der Junge, der es schaffen kann
2. Farewell to Ireland – Abschied von Irland
3. The Bird in the Bush – Der Vogel im Busch
4. The Big Bow-Wow – Das große Wau, Wau
5. The Eavesdropper – Die Lauscherin
6. Drowsy Maggie – Die Müde Maggie (ferner werden erwähnt: The Blackthorn Stick – Der Schlehdornstock, The Skylark – Die Feldlerche)

### Aus Teil 3
1. The One That Was Lost – Der, der verloren ging (von Paddy O’Brien)
2. The Setting Sun – Die untergehende Sonne
3. The Gold Ring – Der goldene Ring
4. It’ll Come To Me – Es wird mir wieder einfallen (von Kate Thompson)
5. The Fairy Hornpipe – Der Feentanz
6. The Yellow Wattle – Das gelbe Flechtwerk/Die gelbe Akazie (ferner wird erwähnt: The Yellow Bottle – Die gelbe Flasche)
7. The Gravel Walks – Die Kieswege
8. Free and Easy – Frei und ungebunden
9. Pigeon on the Gate – Die Taube auf dem Tor
10. The White Donkey – Der weiße Esel (von Kate Thompson)
11. The Cuckoo’s Nest – Das Kuckucksnest
12. The Wild Irishman – Der wilde Ire
13. Out on the Ocean – Draußen auf dem Ozean
14. Contentment is Wealth – Zufriedenheit ist Reichtum
15. The Púka – Der Púka (von Kate Thompson)

### Aus Teil 4
1. Sergeant Early’s Jig – Seargeant Earlys Tanz
2. The Green Mountain – Der grüne Berg
3. The Mountain Top – Der Berggipfel
4. King of the Fairies – König der Feen
5. The Angry Peeler – Der wütende Schäler
6. The Priest with the Collar – Der Priester mit dem Kragen
7. After the Sun Goes Down – Nach Sonnenuntergang

### Aus Teil 5
1. The Rainy Day – Der Regentag
2. Devaney’s Goat – Devaneys Ziege
3. The New Century – Das neue Jahrhundert
4. My Mind Will Never Be Easy – Ich werde nie beruhigt sein
5. Far From Home – Weit weg von zu Hause
6. The Maple Tree – Der Ahornbaum

### Aus Teil 6
1. Welcome Home – Willkommen zu Hause
2. Grandfather’s Pet – Großvaters Liebling
3. Dowd’s Number Nine – Dowds Nummer neun

## Auszeichnungen
- Whitbread Children’s Book Award (2005)[3]
- Guardian Award, Kinderbücher (2005)[4]
- Dublin Airport Authority Award, Kinderbuch des Jahres (2005)[5]
- Ireland Book of the Year Award, Children’s Books (2006)[5]

## Buchausgaben
- Kate Thompson: The New Policeman. The Bodley Head (Random House), London 2005, ISBN 0-370-32823-X.

- Kate Thompson: Zwischen den Zeiten. 1. Auflage. cbj (Random House), München 2006, ISBN 3-570-13105-X (Originaltitel: The New Policeman. London 2005. Übersetzt von Kattrin Stier).